# Cheyenne (voilier)
Virgin Oceanic's depuis 2011
Pour les articles homonymes, voir Cheyenne.
Baptisé PlayStation de 1998 à 2003, Cheyenne est un catamaran qui a participé à de nombreuses courses à la voile. Il a été skippé par Steve Fossett. En 2011, il est racheté par Richard Branson, et rebaptisé Virgin Oceanic's ; il doit servir de plateforme scientifique.
Il est construit en 1998-1999 à Auckland, Nouvelle-Zélande. Sa coque est constituée d'un composite de couches de fibres de carbone sur un nid d'abeilles en aluminium.

## Records détenus
- Sous le nom PlayStation :
  - record de la traversée de l'Atlantique nord à la voile en 2001 en 4 jours, 17 heures et 28 minutes.
  - Record de la Route de la découverte en 2003, en 9 j 13 h 30 min 18 s[1].
- Sous le nom de Cheyenne : Record du tour du monde à la voile en 2004 en 58 jours 9 heures 32 minutes et 45 secondes, mais ne comptant pas pour le Trophée Jules-Verne car il n'en respecte pas les conditions d'inscriptions, avec comme skipper Steve Fossett et routeur Bob Rice, avec une moyenne de 15,52 nœuds.

## Caractéristiques
- Mise à l'eau : 1998
- Type : catamaran
- Architectes : G Morelli et P Melvin
- Chantier : Cookson (Nouvelle-Zélande)
- Longueur : 37,90 m
- Largeur : 18,20 m
- Déplacement : 27 tonnes
- Hauteur du mât : 41 m
- Voilure : 644 m2 / 1 036 m2
- Équipiers : 12